# André Chotin
André Roger Chotin alias André E. Chotin, né le 26 janvier 1892 dans le 10e arrondissement de Paris et mort le 10 janvier 1954 dans le 17e arrondissement de Paris, est  un décorateur, directeur artistique et réalisateur français de cinéma.

## Biographie
Ingénieur électricien de formation, il embrasse toutefois la vocation d'artiste dramatique. Exempté pour faiblesse générale lors de la mobilisation générale en août 1914, il est reclassé dans le service auxiliaire en mars 1917 par le Consul de France au Canada. Il jouait alors au Théâtre National à Montréal. Revenu en France en juin 1917, il est affecté à la 20e section de secrétaires d'état-major. Mais dès le 19 octobre, il est placé en sursis d'appel au titre du Théâtre du Vieux-Colombier à New York. Il joue alors plusieurs pièces comme acteur au sein de la compagnie théâtrale de Jacques Copeau en 1917 et 1918.
André Chotin ne rentre pas en France lorsque son sursis d'appel est annulé en juillet 1918. Cela lui vaut d'être déclaré insoumis le 12 mai 1919. Il ne revient en métropole qu'en septembre 1925. Il se présente alors volontairement aux autorités militaires. Laissé en liberté provisoire, il est condamné par un conseil de guerre le 20 novembre 1925 à un mois de prison avec sursis pour insoumission en temps de guerre. Cette formalité judiciaire purgée, il repart Outre-Atlantique en janvier 1926. Il vit pendant cinq ans à Hollywood où il travaille comme directeur artistique. Il rentre définitivement en France en juin 1931 et élit alors domicile à Neuilly-sur-Seine.
En tant que technicien de cinéma, il collabore, entre autres, avec Frank Borzage sur L'heure suprême (1927) (à Hollywood), et avec Léo Joannon sur Train de plaisir (1936).
André Chotin écrit quelques scénarios et réalise plusieurs films, dont La Fine combine (1931), Trois Artilleurs à l'opéra (1938), Les Clandestins (1945), Fausse Identité (1947). En 1948, il tourne à Bagdad son dernier film, Alia et Issam, un film irakien.

## Filmographie

### Comme réalisateur
- 1930 : Degreve
- 1931 : La Tournée Verdure
- 1931 : La Fine Combine
- 1931 : Bric-à-brac et compagnie
- 1931 : Pas un mot à ma femme
- 1932 : Son plus bel exploit
- 1932 : En plein dans le mille
- 1932 : L'Agence O'Kay
- 1938 : Trois Artilleurs à l'opéra
- 1946 : Les Clandestins
- 1947 : Fausse Identité
- 1948 : Alia et Issam

### Comme scénariste
- 1930 : Contre-enquête
- 1931 : La Fine Combine
- 1945 : Les Clandestins